# Luke Woodhouse
Luke Woodhouse (* 13. Oktober 1988 in Bewdley) ist ein englischer Dartspieler.

## Karriere
Luke Woodhouse konnte gleich in seinem ersten Jahr bei der PDC einen Turniersieg bei der PDC Challenge Tour verbuchen und erreichte ein Jahr später ein weiteres Finale. 2015 qualifizierte er sich für die UK Open und somit für sein erstes Major-Event.
Im Mai 2017 debütierte er auf der European Tour. 2018 konnte er sich bei der Q-School eine Tour Card erspielen und einige Male die Pro-Tour-Achtelfinals erreichen. Ein Jahr darauf konnte er sich wieder für die UK Open qualifizieren und war einer der letzten 32. Zudem kam er beim 18. Players Championship ins Viertelfinale. Bei den Players Championship Finals schlug er in der ersten Runde den Titelverteidiger Daryl Gurney mit 6:5, verlor im Anschluss aber gegen Gabriel Clemens.
Woodhouse qualifizierte sich über die PDC Pro Tour Order of Merit für die PDC-Weltmeisterschaft 2020. Nach einem 3:0 gegen Routinier Paul Lim folgte ein 3:1 gegen den auf vier gesetzten Michael Smith. Danach verlor er mit 2:4 gegen den späteren Viertelfinalisten Dimitri Van den Bergh. Bei den Players Championship Finals 2020 erreichte er das Achtelfinale. Bei den Players Championships 2021 spielte er beim Players Championship 4 gegen Danny Noppert einen Neundarter.
2023 verzeichnete Woodhouse sein bislang erfolgreichstes Jahr bei der PDC. Beim World Grand Prix war erstmals mit dabei und konnte direkt Dave Chisnall besiegen, der im Vorfeld als Mitfavorit auf den Titel gehandelt wurde. Bei den Players Championship Finals spielte er sich zudem in sein erstes Major-Viertelfinale. Hierzu bezwang er Simon Whitlock, Rob Cross und erneut Chisnall, bevor er dem Deutschen Gabriel Clemens unterlegen war. Zudem warf er beim Players Championship 24 einen weiteren Neundarter gegen Richie Burnett.

## Weltmeisterschaftsresultate

### PDC
- 2020: 3. Runde (2:4-Niederlage gegen  Dimitri Van den Bergh)
- 2021: 1. Runde (2:3-Niederlage gegen  Jamie Lewis)
- 2022: 2. Runde (1:3-Niederlage gegen  Damon Heta)
- 2023: 2. Runde (1:3-Niederlage gegen  Gerwyn Price)
- 2024: 1. Runde (2:3-Niederlage gegen  Berry van Peer)
- 2025: Achtelfinale (0:4-Niederlage gegen  Stephen Bunting)

## Titel

### PDC
- Secondary Tour Events
  - PDC Development Tour
    - PDC Challenge Tour 2013: 14

## Turnierergebnisse
| Turnier                     | 2015               | ......             | 2019               | 2020               | 2021               | 2022               | 2023               | 2024              | 2025 |
| --------------------------- | ------------------ | ------------------ | ------------------ | ------------------ | ------------------ | ------------------ | ------------------ | ----------------- | ---- |
| PDC-Ranking-Turniere        |                    |                    |                    |                    |                    |                    |                    |                   |      |
| Weltmeisterschaft           | nicht qualifiziert | nicht qualifiziert | nicht qualifiziert | 3R                 | 1R                 | 2R                 | 2R                 | 1R                | AF   |
| World Masters               | nicht ausgetragen  | nicht ausgetragen  | nicht ausgetragen  | nicht ausgetragen  | nicht ausgetragen  | nicht ausgetragen  | nicht ausgetragen  | nicht ausgetragen | VR   |
| UK Open                     | 1R                 | n/q                | 5R                 | 3R                 | 5R                 | 4R                 | 5R                 | AF                | 4R   |
| World Matchplay             | nicht qualifiziert | nicht qualifiziert | nicht qualifiziert | nicht qualifiziert | nicht qualifiziert | nicht qualifiziert | nicht qualifiziert | 1R                | 1R   |
| World Grand Prix            | nicht qualifiziert | nicht qualifiziert | nicht qualifiziert | nicht qualifiziert | nicht qualifiziert | nicht qualifiziert | AF                 | 1R                |      |
| European Darts Championship | nicht qualifiziert | nicht qualifiziert | nicht qualifiziert | nicht qualifiziert | nicht qualifiziert | nicht qualifiziert | nicht qualifiziert | HF                |      |
| Grand Slam                  | nicht qualifiziert | nicht qualifiziert | nicht qualifiziert | nicht qualifiziert | nicht qualifiziert | GP                 | n/q                | n/q               |      |
| Players Championship Finals | n/q                | n/q                | 2R                 | AF                 | 1R                 | n/q                | VF                 | 1R                |      |
| Karrierestatistiken         |                    |                    |                    |                    |                    |                    |                    |                   |      |
| Platzierung am Jahresende   | 153                | 100                | 69                 | 51                 | 44                 | 50                 | 33                 | 35                |      |

| Legende zu den Turnierergebnissen | Legende zu den Turnierergebnissen | Legende zu den Turnierergebnissen | Legende zu den Turnierergebnissen | Legende zu den Turnierergebnissen | Legende zu den Turnierergebnissen | Legende zu den Turnierergebnissen | Legende zu den Turnierergebnissen | Legende zu den Turnierergebnissen | Legende zu den Turnierergebnissen |
| --------------------------------- | --------------------------------- | --------------------------------- | --------------------------------- | --------------------------------- | --------------------------------- | --------------------------------- | --------------------------------- | --------------------------------- | --------------------------------- |
| n/t                               | nicht teilgenommen                | n/q                               | nicht qualifiziert                | n/a                               | nicht ausgetragen                 | #R                                | Aus in jeweiliger Runde           | GP                                | Aus in der Gruppenphase           |
| AF                                | Achtelfinalist                    | VF                                | Viertelfinalist                   | HF                                | Halbfinalist                      | F                                 | Turnierfinalist                   | S                                 | Turniersieger                     |